# Myrmarachne eidmanni
Myrmarachne eidmanni är en spindelart som beskrevs av Roewer 1942. Myrmarachne eidmanni ingår i släktet Myrmarachne och familjen hoppspindlar. Inga underarter finns listade i Catalogue of Life.